# Estação Oratório

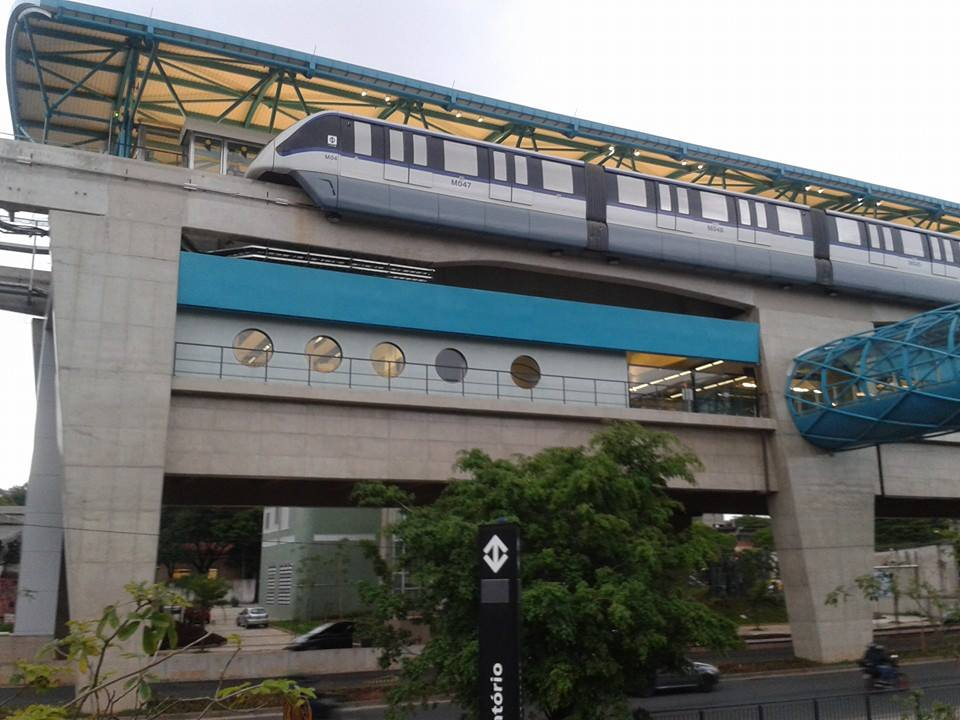
Composição M04 estacionada na plataforma da Estação Oratório

A Estação Oratório é uma estação da Linha 15–Prata do Metrô de São Paulo, inaugurada em 30 de agosto de 2014. A linha liga a Estação Vila Prudente ao distrito de São Mateus na estação Jardim Colonial.
A Estação Oratório está localizada na confluência entre as avenidas Professor Luis Inácio de Anhaia Melo e do Oratório, no bairro Jardim Independência, distrito de São Lucas, na Zona Leste da cidade.
Atualmente existem planos para privatizar a linha. O então governador Geraldo Alckmin anunciou, em uma reunião do conselho gestor das PPPs, que as linhas 15–Prata e 17–Ouro serão concedidas à iniciativa privada, por conta das dificuldades financeiras do estado na expansão e manutenção da rede metroferroviária.

## História
Os primeiros estudos sobre a expansão do metrô para o distrito de Vila Prudente datam do final da década de 1970, quando a Companhia do Metropolitano de São Paulo (Metrô) atualizou o plano HMD de 1968. Em 1980, foi apresentado o projeto detalhado, intitulado "Terceira Linha do Metrô de São Paulo" (atual Linha 2–Verde), apresentando a Estação Oratório. Sua localização era prevista para uma grande gleba livre diante da Avenida Professor Luis Inácio de Anhaia Melo, entre a Rua São João do Sabugi e a Avenida Alberto Ramos (a cerca de 260 metros da estação atual). Naquele trecho, os técnicos do metrô previam a construção de uma estação elevada em relação ao nível do solo, em um viaduto de concreto. Ao lado da estação, haveria um terminal de ônibus com oito linhas municipais e duas metropolitanas.
Apesar de as obras da Linha 2 terem sido iniciadas em 1987 prevendo a construção da estação Oratório, cujo projeto acabaria licitado em 1991 (com vitória da construtora Queiroz Galvão), as obras nunca saíram do papel.
Mesmo assim, Oratório continuou em alguns dos projetos do Metrô, como a Rede Essencial (2006) — em que seria terminal da futura linha Freguesia do Ó–Oratório —, o Plano Integrado de Transportes Públicos 2025 (2007) e como um ramal da Linha 2–Verde. Naquela época, a Prefeitura de São Paulo havia lançado a segunda fase do Expresso Tiradentes, que previa a implantação de um corredor de ônibus entre Vila Prudente e Cidade Tiradentes, passando pela área da futura Estação Oratório. Esse projeto foi substituído pelo projeto do monotrilho.
Para acelerar a construção, o Metrô não realizou uma nova licitação e reaproveitou o contrato de construção de 1991, readequando valores e o escopo de projeto para permitir a construção das estações Vila Prudente e Oratório do monotrilho. Para reforçar juridicamente o reaproveitamento do contrato (e evitar questionamentos legais), o trecho foi intitulado como expansão da Linha 2—Verde (enquanto a real expansão da Linha 2 até a Penha foi chamada de Linha 15–Branca). Posteriormente, essa manobra jurídica foi considerada irregular pelo Tribunal de Contas do Estado, e a linha do monotrilho foi rebatizada como Linha 15–Prata.
A Estação Oratório começou a ser construída em novembro de 2009. O primeiro trecho da Linha 15, que inclui as estações Vila Prudente e Oratório, estava com inauguração prevista para o segundo semestre de 2013, enquanto a Estação São Lucas estava prevista para 2014.
A Linha 15–Prata foi inaugurada oficialmente em 30 de agosto de 2014, inicialmente em horário restrito, das 10 às 15 horas. Posteriormente, o seu horário de funcionamento foi ampliado, e os trens passaram a circular das 7 às 19 horas. A partir de 20 de dezembro, a Linha 15 passou a funcionar das 6 às 20 horas entre as duas estações. Somente a partir de 26 de outubro de 2016 é que a linha passou a funcionar em horário integral, das 4h40 à meia-noite.
Essas limitações no horário de funcionamento foram necessárias para que fossem concluídos os protocolos de testes dos equipamentos e sistemas, por se tratar de um sistema novo na época, além de garantir a segurança dos usuários e o funcionamento da linha.

## Pátio Oratório

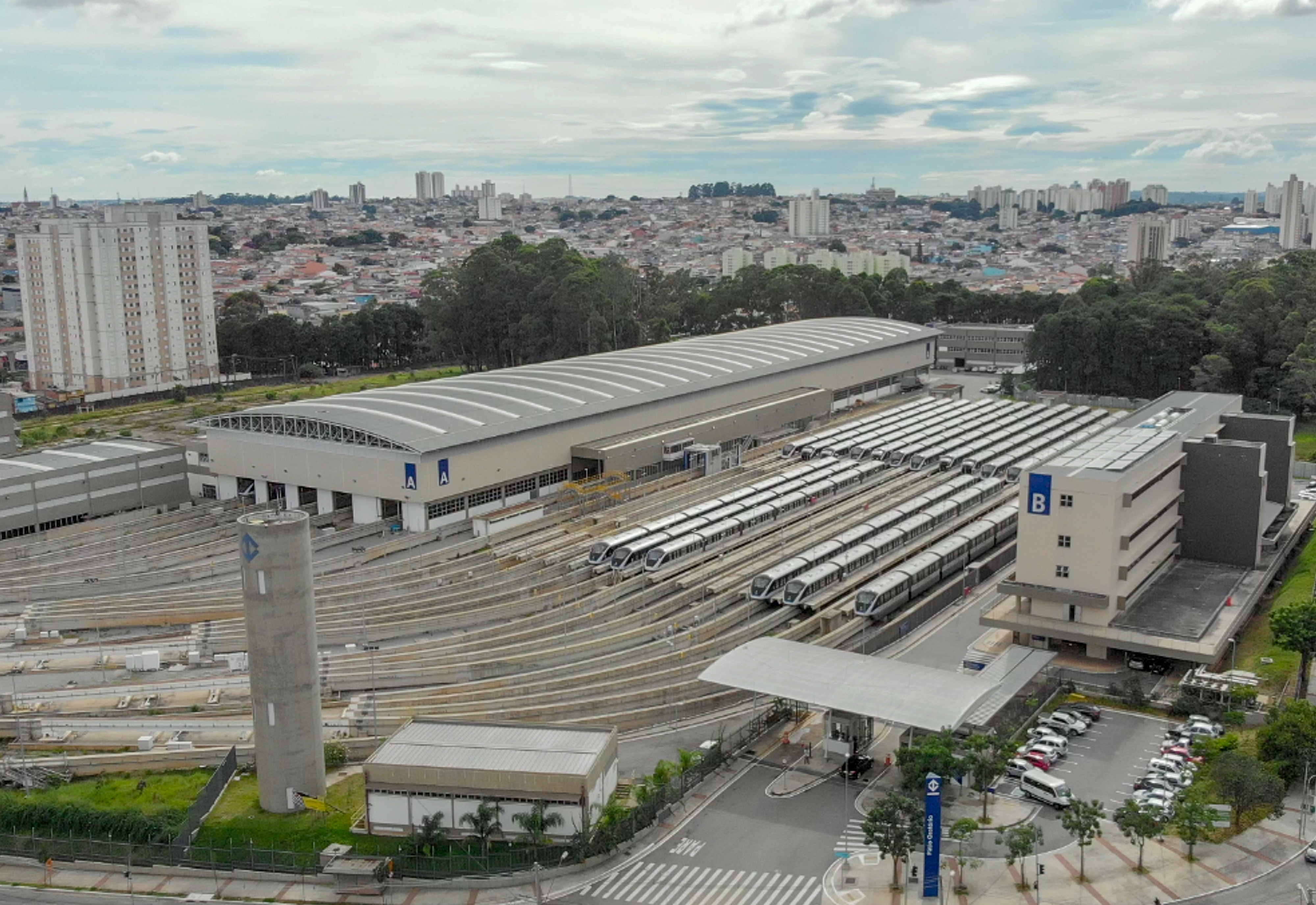
Vista parcial do Pátio Oratório, com destaque para os blocos A e B

O pátio da Linha 15 foi construído nas proximidades da Estação Oratório, em uma planta industrial desativada da empresa têxtil Coats Corrente. Com uma área total de noventa mil metros quadrados, o Pátio Oratório possui 25 mil metros quadrados de área construída, dividida por 31 prédios/edificações para atender administração, central de controle e operação, manutenção e limpeza da Linha 15. Possui capacidade para abrigar 26 trens.

## Características
A estação é elevada, com plataforma central, e fica localizada a uma altura entre doze e quinze metros, com portas de plataforma e portas de vidro nas linhas de bloqueio.
A estação foi construída em uma estrutura de concreto aparente, com fechamentos laterais em alvenaria e vidro e cobertura em estrutura metálica e telhas de alumínio.
A Estação Oratório possui dois acessos. O primeiro deles fica localizado em um bloco entre as avenidas do Oratório e Professor Luís Inácio de Anhaia Melo, em uma área construída de 3 047,80 metros quadrados. O segundo acesso está localizado na confluência entre as ruas Nupeba e São Gotardo, com uma área construída de 1 670,10 metros quadrados.
A área total construída para a estação é de 5 408 metros quadrados. Ela possui um total de três escadas fixas e sete escadas rolantes, distribuídas entre os acessos e o prédio principal da estação. Os dois acessos possuem uma escada fixa no meio e duas escadas rolantes adjacentes. O restante das escadas está distribuído entre o mezanino de acesso e a plataforma da estação. Além disso, a estação possui elevadores para pessoas com deficiência e mobilidade reduzida e um paraciclos para o ciclistas que utilizam a ciclovia ao longo da linha.
| Sigla | Estação  | Inauguração          | Capacidade     | Integração               | Plataforma | Posição | Notas                          |
| ----- | -------- | -------------------- | -------------- | ------------------------ | ---------- | ------- | ------------------------------ |
| ORT   | Oratório | 30 de agosto de 2014 | Não confirmada | Bilhete Único da SPTrans | Central    | Elevada | Estrutura em concreto aparente |

## Diagrama da estação
|  | ↓ a ↓ |

| 1 |

|  | ↑ b ↑ |

|  | ↓ a ↓ |

| 1 |

|  | ↑ b ↑ |

|  | ↓ a ↓ |

| 1 |

|  | ↑ b ↑ |

|  | ↓ a ↓ |

| 1 |

|  | ↑ b ↑ |